# Икономика на Полша
Икономиката на Полша е децентрализирана, диверсифицирана и тясно обвързана с тази на ЕС. След настъпването на икономическата криза от 2008 г., тя става и единствената икономика, избегнала рецесията на Стария континент.
След влизането си в ЕС през 2004 г., структурните фондове на съюза до голяма степен подпомагат силния растеж, но въпреки това БВП на глава от населението все още е под средното равнище за ЕС.
Икономиката на Полша заема 50-о място по свобода в света през 2014 г., което е подобрение в сравнение с предходната година. Отчетени са положителни промени в свободата за правене на бизнес, търговия и осъществяване на инвестиционна дейност.
След падането на Желязната завеса, Полша възприема модела на свободната пазарна икономика, стремейки се да я либерализира. От 1989 г. до 2007 г. растежът ѝ достига 177%, задминавайки всички съседни държави от региона и почти се утроява. Премахнат е контролът върху цените, държавните заплати са замразени, търговията бива либерализирана, а полската злота става конвертируема. От своя страна предприетите мерки оставят милиони хора без работа, но това спомага държавата да се отърси от лошите практики на комунистическото управление и централизираната планова икономика.